# Bjerringbro
Bjerringbro é um município da Dinamarca, localizado na região noroeste, no condado de Viborg.
O município tem uma área de 206,57 km² e uma  população de 13 889 habitantes, segundo o censo de 2004.